# Ester Almqvist
Ester Dorothea Almqvist, född 3 november 1869 i Bromma socken i Stockholms län, död 11 juni 1934 i Lund, var en svensk målare. Hon var verksam i Skåne och fick sitt genombrott inom den nationalromantiska traditionen, men banade senare väg för modernismens genombrott i Sverige med en nyskapande neoimpressionistisk och expressionistisk oeuvre. 

## Familj
Esters Almqvists familj var från Småland, men hon tillbringade sina första år i Stockholmstrakten under en tid då hennes föräldrar undervisade i en skola för missionärer driven av Evangeliska Fosterlandsstiftelsen (EFS). Hennes far kom från en småländsk prästsläkt och var, liksom svägerskan Lina Sandell, djupt engagerad inom EFS, främst inom missionsverksamheten och nykterhetsrörelsen. Han dog när Ester Almqvist var nio år och modern, Augusta, försörjde därefter familjen som privatlärare och som religiös bokhandlare. Ester Almqvists rörlighet var sedan födseln begränsad på grund av en deformerad rygg. En småländsk prästänka och hennes två döttrar, varav en är puckelryggig, är beskrivna i poeten Bo Bergmans postumt utgivna, självbiografiska essäsamling Noaks Ark. Esters syster Maria var poetens inspiration i kärleksdikterna "Stjärnöga" och "Över tid och rum".
Efter moderns död bröt Ester Almqvist med sitt gamla liv, och också med nationalromantikens ideal, och flyttade till Skåne där hon etablerade sin konstnärsverksamhet och hämtade många av sina mest kända motiv.

## Utbildning
Esters Almqvist utbildade sig på Tekniska skolan i Stockholm 1888–1891 och på privatlektioner för Gustaf Cederström. Hon valde att inte söka till Konstakademien, utan fortsatte sina konststudier på Konsthögskolan Valand i Göteborg, där konstundervisningen leddes av Carl Larsson och Richard Bergh. Hon var även under en tid elev i Konstnärsförbundets skola med Per Hasselberg och Bruno Liljefors som handledare. Hon försörjde sig under sin utbildning genom att illustrera bibelordspråk som gavs ut av EFS, illustrationsjobb som förmedlades av modern. Hon skrev och illustrerade även barnböcker. Som medlem i Konstnärsförbundet 1897–1900 var hon redan tidigt i sin karriär representerad på svenska och internationella utställningar. Hon deltog i världsutställningen i Saint Louis 1904.
Då Ester Almqvist slog igenom, var hon en av skymningsskildrarna och producerade konst med djupa skuggor och vemodig stämning. Med idéer stöpta i tidens nationalromantiska anda ansåg hon att konstnärers rötter i det svenska landskapet styrde deras kreativa process och närheten till rötterna avgjorde äktheten i konsten. Hon uttryckte detta i ett brev till en vän 1896 där hon beskrev sig som tvingad att leva i "två världar" — den hon trivdes minst i var den hon ansåg sig nödd att anknyta till i sin konst för att vara "äkta". Den första världen var livsbejakande och bohemisk, befolkad av "solmänniskor" (som hon kallade sina konstnärsvänner), medan den andra tillvaron enligt henne var "tung och förhistorisk", "svensk och bondsk". Hon fortsätter: "Det är min gamla tillvaro som småländsk prästdotter, som aldrig kan utplånas. Rolig och upplyftande är den inte, men ändå underligt nog är det bara i den omgivningen och i den luften, så att säga, som jag kan måla så att [...] det är jag och inte dens eller dens efterapare som gjort det, det blir alltid sorgmodiga saker, men i alla fall det enda äkta jag kan åstadkomma."

## Yrkesliv

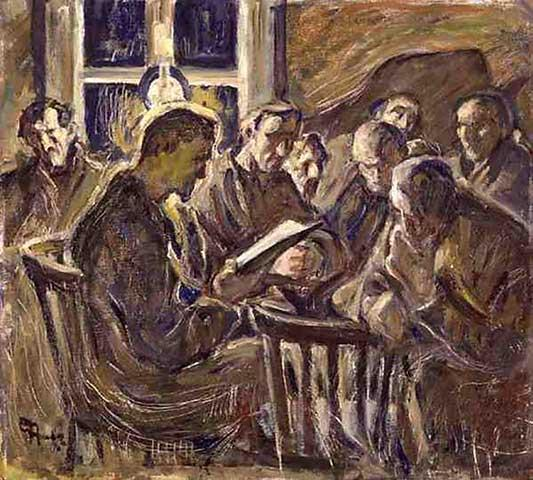
Sammankomsten, 1929.

Ester Almqvist tillbringade huvuddelen av sitt aktiva yrkesliv i Lund och anammade så småningom expressionistiska influenser från kontinenten. Hennes syster Maria flyttade också till Lund och med hennes inkomst som föreståndare för ett sjukhem i staden kunde hon bistå med ekonomiskt stöd till Esters hyra då inkomsterna från konsten inte räckte till.  
Hon ingick i en grupp av kvinnliga svenska konstnärer som reste, arbetade, ställde ut och tidvis levde tillsammans, bestående av bland andra Tora Vega Holmström, Agnes Wieslander och Maja Fjæstad. Hon var beroende av sina kollegor för att kunna genomföra studieresor utomlands på grund av sitt handikapp, vilket beskrivits av Maj Bring som tog henne med till Paris. Under de sista åren innan Ester Almqvists död förvärrades hennes värk och 1934, då hon inte längre kunde gå, samlade en yngre generation kvinnliga konstnärer, bland andra Mollie Faustman, Vera Nilsson och Siri Derkert, ihop hennes konst och ställde ut den i Stockholm som en hyllning och ett erkännande av hennes betydelse som kvinnlig pionjär inom den svenska modernismen. I och med denna sista utställning i slutet av hennes liv blev hennes konstnärskap åter uppmärksammat i rikspressen och 1938, fyra år efter hennes död, kom det internationella erkännandet, med en minnesutställning på Galerie Moderne i Bryssel.   
Ett av Ester Almqvists verk, oljemålningen "Sammankomsten" från 1929 (ägd av Nationalmuseum), har även gjort henne internationellt känd. Målningen valdes 1992 av Förenta Nationernas postadministration som motiv för ett frimärke som illustrerar den tjugonde artikeln i FN:s deklaration om de mänskliga rättigheterna, artikeln som behandlar den fria mötesrätten. De övriga artiklarna representeras av konstverk av Johannes Vermeer, Jacques Louis David, Henry Moore, Fernand Léger och Georges Seurat. Hon finns även representerad vid Thielska Galleriet, Göteborgs konstmuseum och Norrköpings Konstmuseum.
Ester Almqvist är begravd på Norra kyrkogården i Lund.

## Bildgalleri

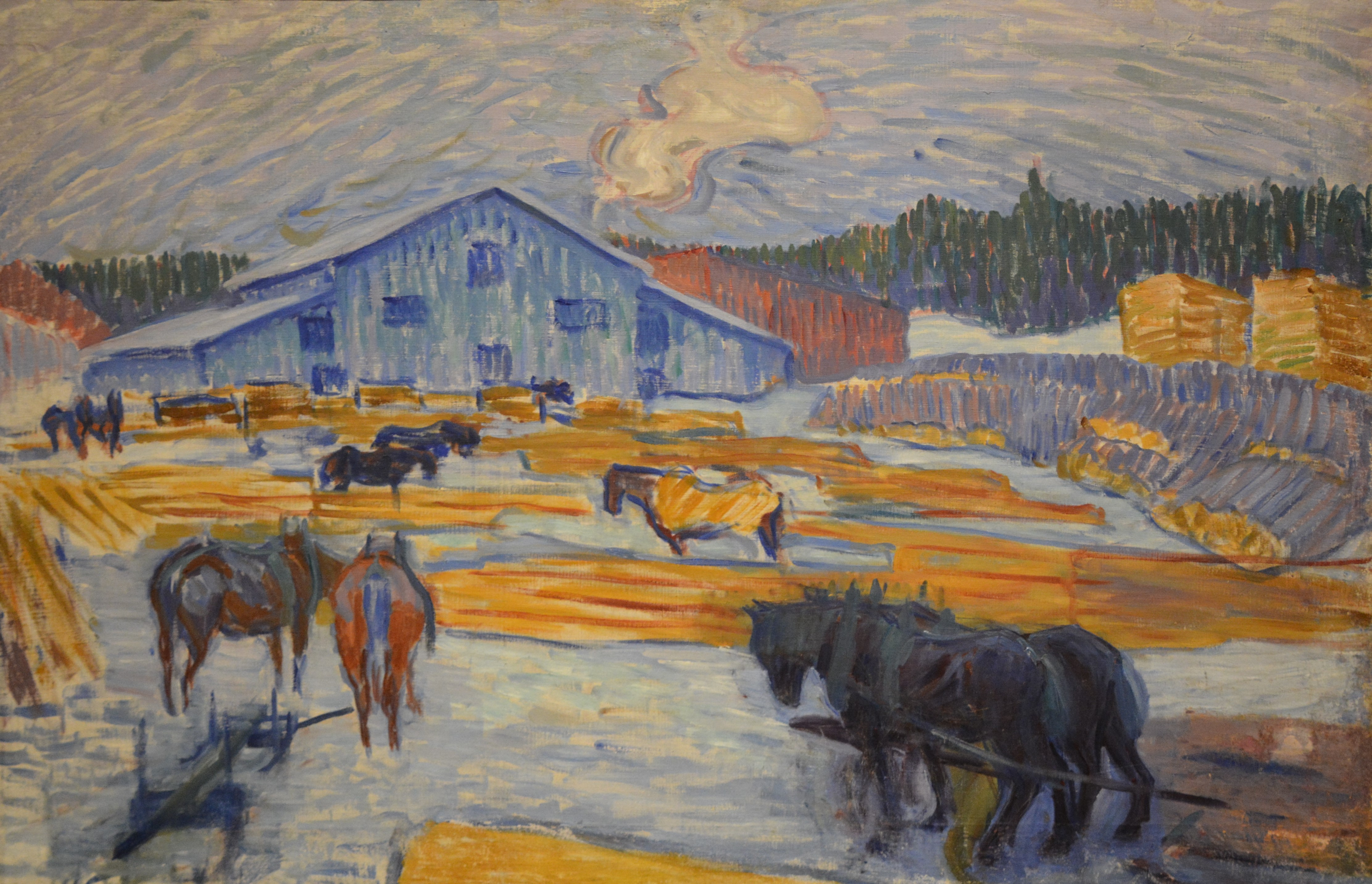
Sågverket vid Aneby station, 1916
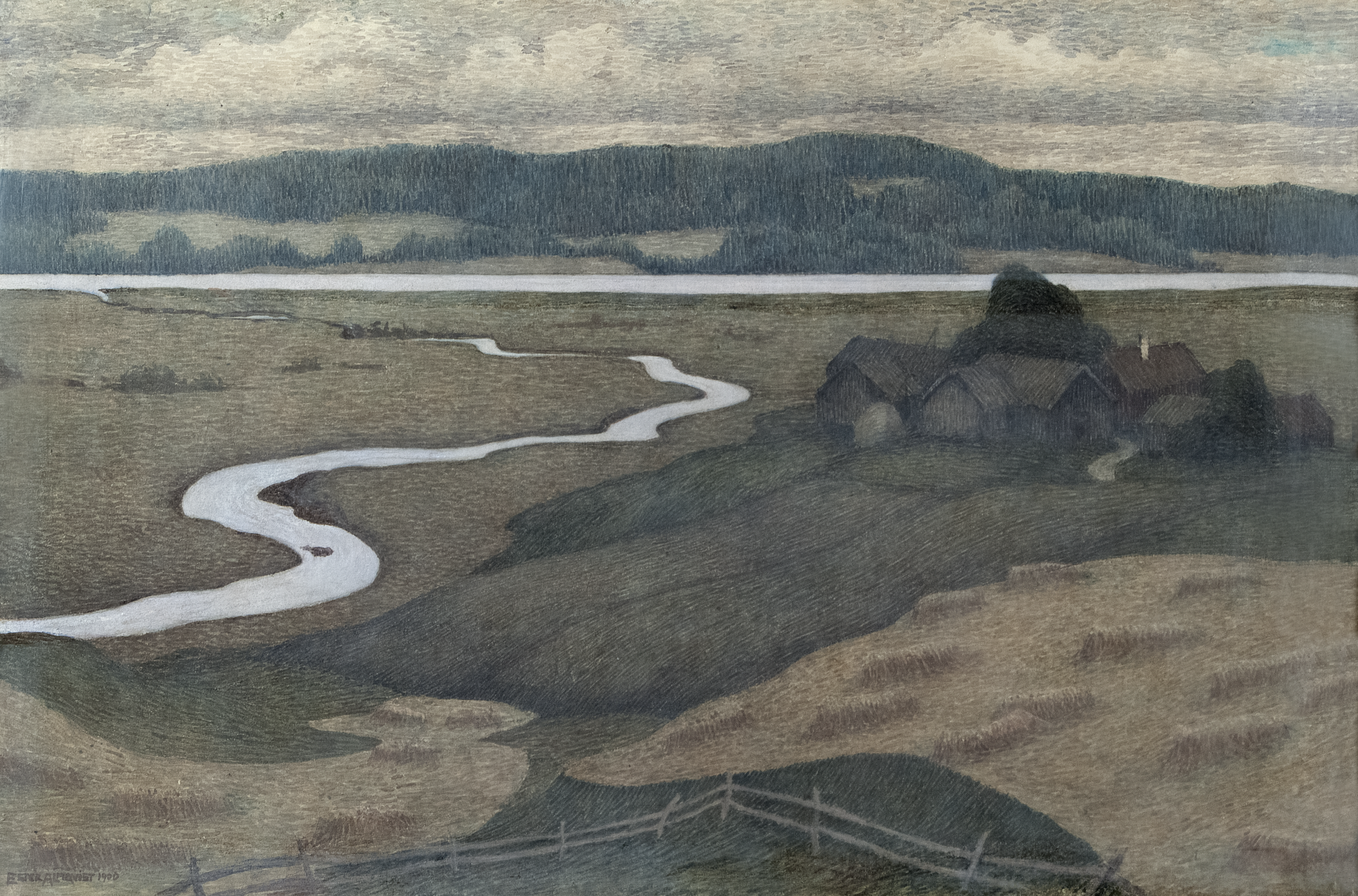
Landskap från Svartådalen (1900)
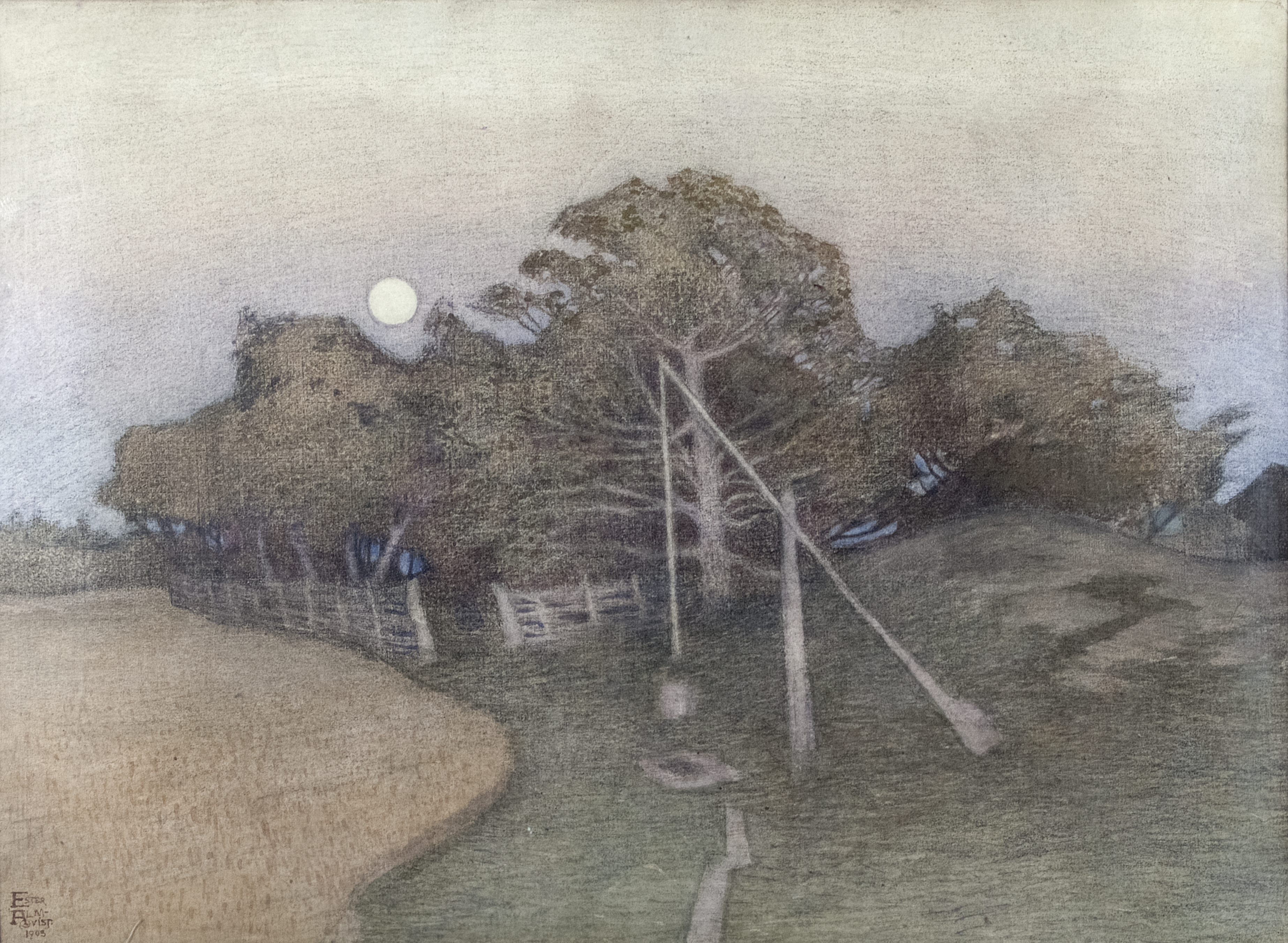
Utanför gården (1903)
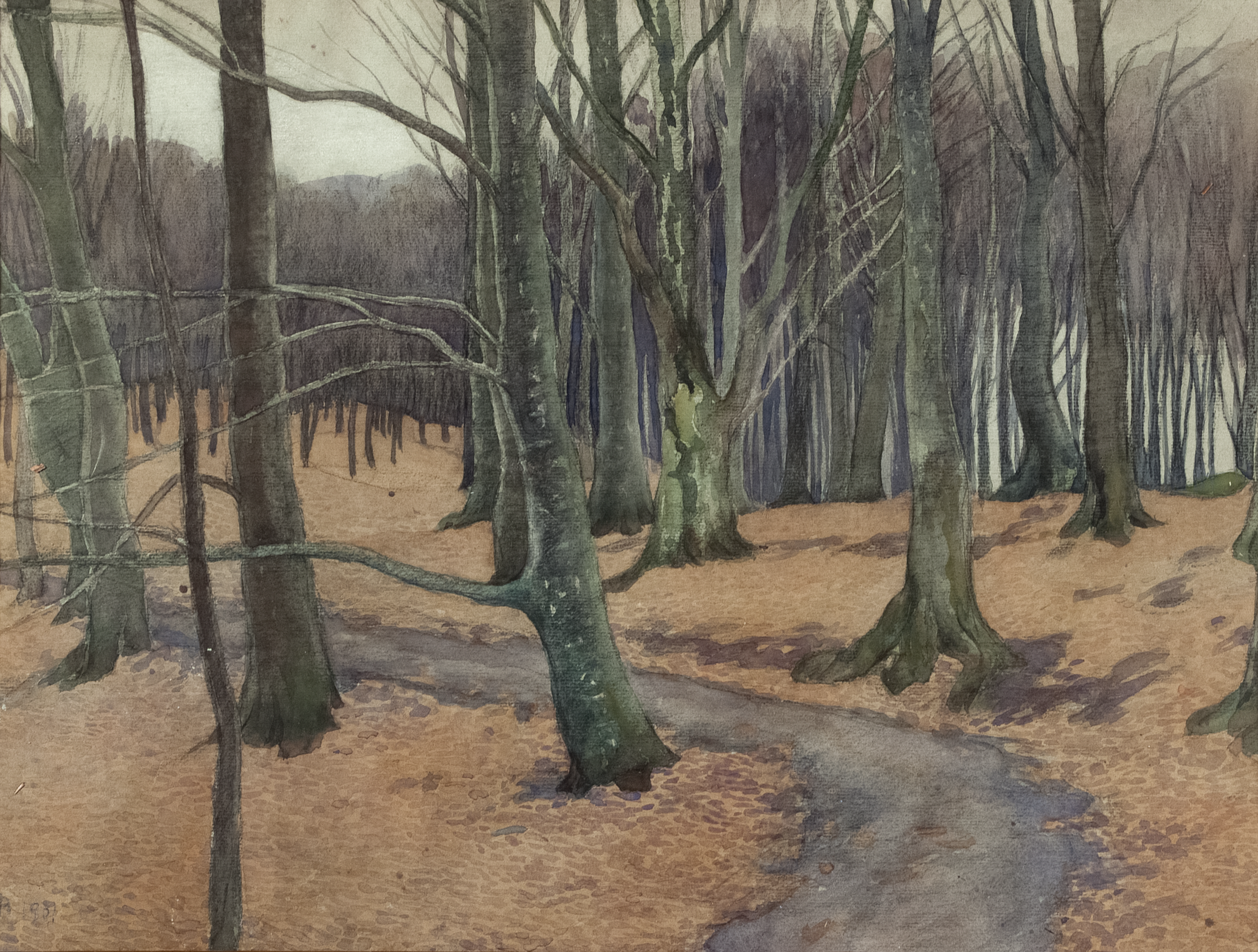
Ung bokskog (1901)
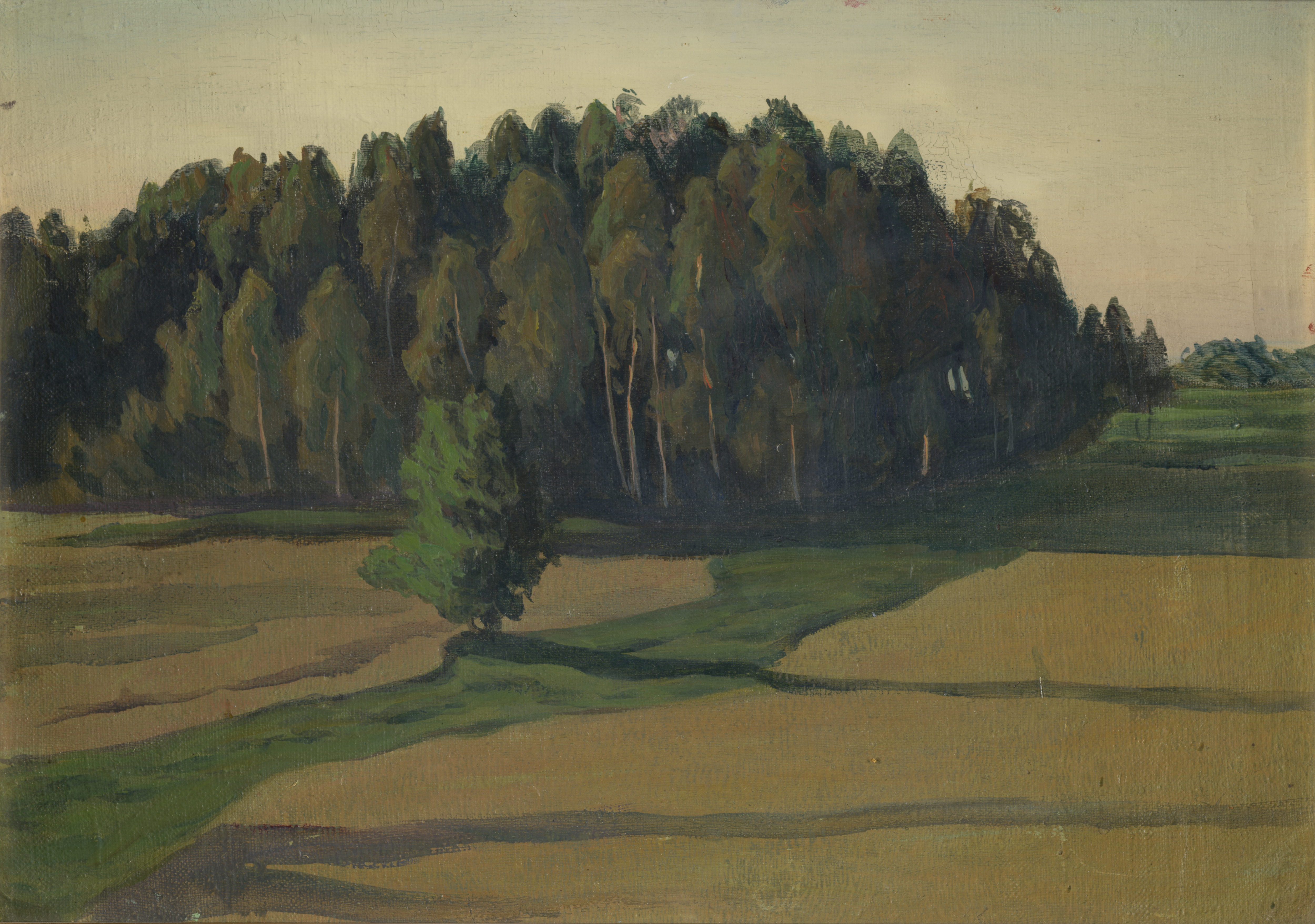
Åker och skog (odaterad)
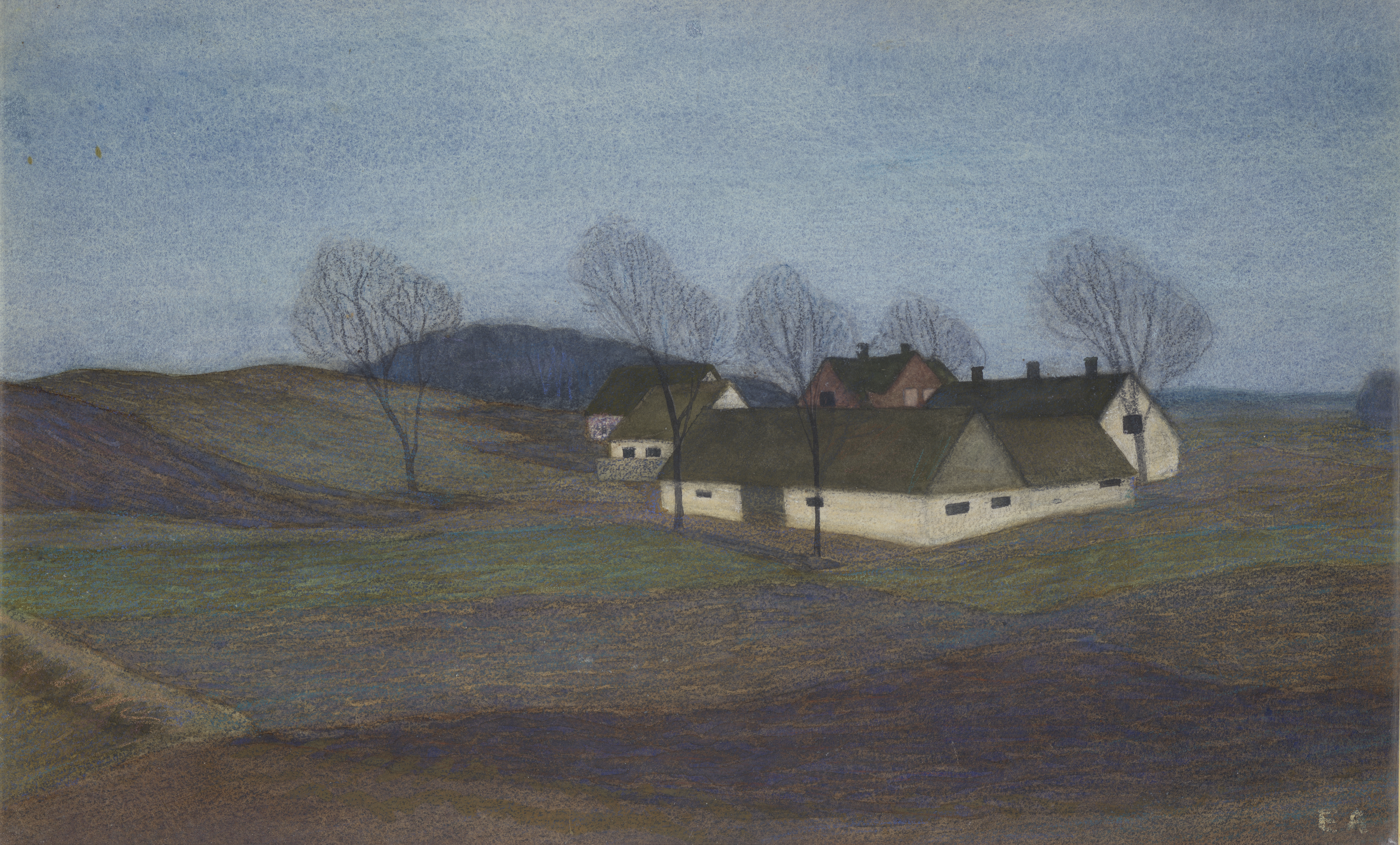
En Själländsk bondgård (odaterad)